# Sylhet
Sylhet (en bengalí: সিলেট) es una ciudad situada al noreste de Bangladés. La ciudad tiene 27,17 kilómetros cuadrados de superficie y en 2011 contaba con 434 188 habitantes.
Es capital de la división del mismo nombre.